# Love to Love You
Love to Love You è un singolo del gruppo musicale irlandese The Corrs, pubblicato nel settembre 1996 come quarto estratto dal primo album in studio Forgiven, Not Forgotten.

## Tracce
1. Love to Love You (radio edit) – 3:23
2. Rainy Day – 4:04
3. Carraroe Jig (full-length version) – 4:00

## Classifiche
| Chart                         | Peak position |
| ----------------------------- | ------------- |
| Australian ARIA Singles Chart | 25            |
| German Singles Chart          | 87            |
| New Zealand Singles Chart     | 46            |
| Official Singles Chart        | 62            |